# Cávado (sub-região)
O Cávado é uma sub-região portuguesa situada no noroeste do país, pertencendo à região do Norte. Tem uma extensão total de 1.246 km2, 416.652 habitantes em 2021 e uma densidade populacional de 351 habitantes por km2.

Está compostada por seis municípios e 181 freguesias, sendo a cidade de Braga a cidade administrativa e o principal núcleo urbano da sub-região. Com 144.362 habitantes na sua área urbana e 193.349 habitantes em todo o município, é a maior cidade e o maior município do Cávado, sendo limitada a noroeste com o Alto Minho, a norte com a região espanhola da Galiza, a leste com o Alto Tâmega, a sul com o Ave e com a Área Metropolitana do Porto e a oeste com o Oceano Atlântico.

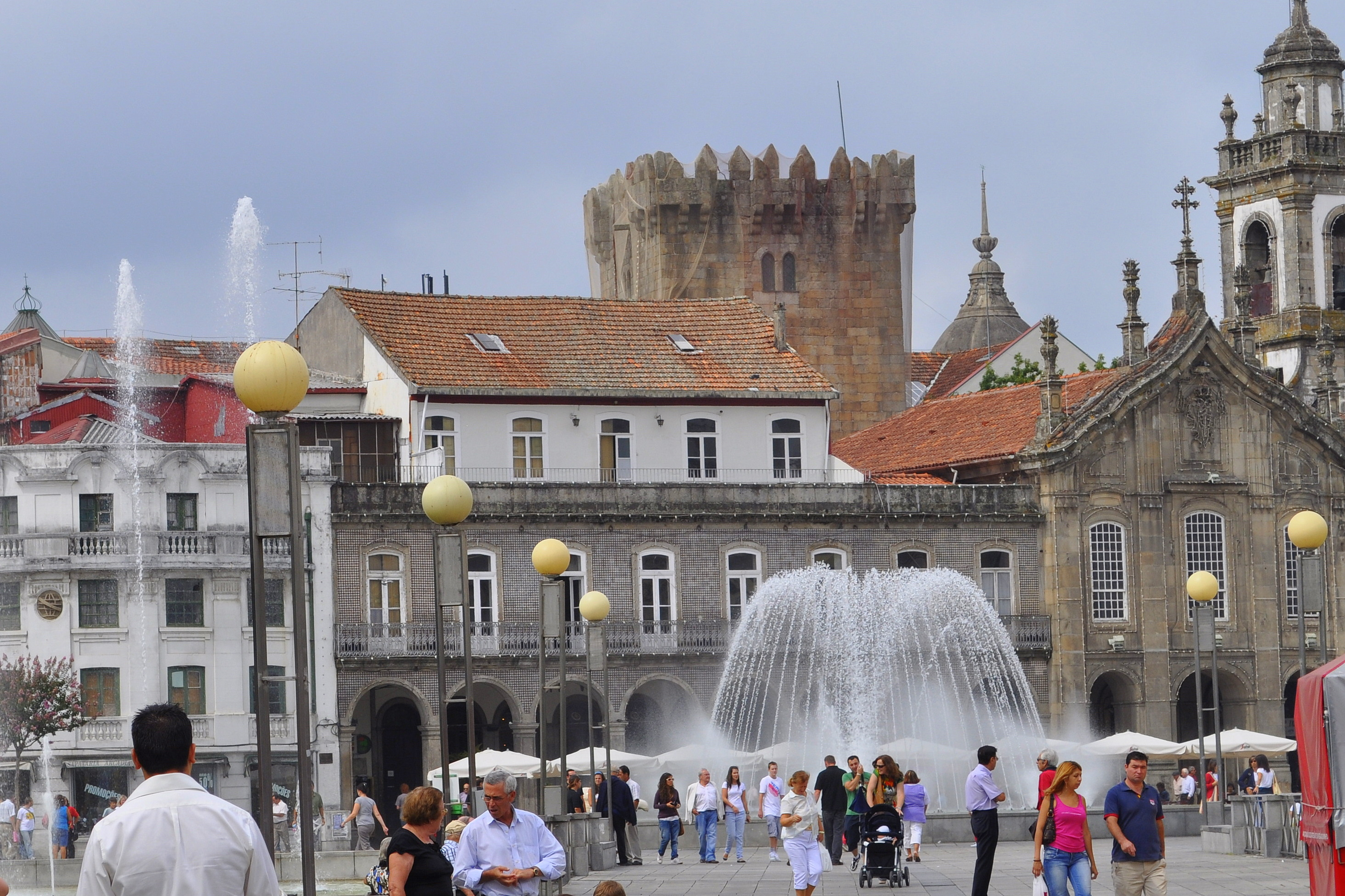
A cidade de Braga

## Municípios
- Amares
- Barcelos
- Braga
- Esposende
- Terras de Bouro
- Vila Verde

## População

### Habitantes
Dado aos dados dos Censos 2021, o Cávado registou 416.679 habitantes, mais 6.379 habitantes comparado com os Censos de 2011, aonde foram registados 432.087 habitantes. Só Braga e Esposende dos sete municípios registaram um aumento de habitantes. O aumento de habitantes do Cávado aumento em 1,5%.
| Municípios      | Habitantes (2021) | Habitantes (2011) | Variação |
| --------------- | ----------------- | ----------------- | -------- |
| Braga           | 193 333           | 181 494           | +6,5%    |
| Barcelos        | 116 777           | 120 391           | -3,0%    |
| Vila Verde      | 46 474            | 47 888            | -3,0%    |
| Esposende       | 35 145            | 34 254            | +2,6%    |
| Amares          | 18 591            | 18 889            | -1,6%    |
| Terras de Bouro | 6 359             | 7 253             | -12,3%   |

### Jovens
A percentagem residentes de jovens no Cávado situa-se nos 13,3%, acima da média da região Norte com 12,5% e abaixo da média nacional de 13,5%.  Esposende e Braga são os municípios com a percentagem de jovens acima da média do Cávado, com 13,9% e 14,1%.

### Idosos
Os Censos de 2021 mostram, que 18,2% dos residentes do Cávado são idosos, abaixo da média regional do Norte com 21,2% e acima da média nacional com 22,3%. Braga e Esposende registaram uma percentagem de idosos abaixo da média do Cávado, com 17,4% e 17,9%.

### Estrangeiros
3,7% da população residente no Cávado são estrangeiros, acima da média regional do Norte com 2,5% e abaixo da média nacional com 6,4%. O município de Braga registou uma percentagem de 6,4%, acima da média do Cávado, regional e igual a percentagem nacional.

## Economia

### Principais sectores empregadores
Os sectores com mais trabalhadores é a indústria transformadora, com 29,7% de todos os trabalhadores empregados no Cávado, seguido pelo comércio com 17,1%, da construção com 15% e atividades administrativos com 6,1%.

### Desemprego
Dado aos dados dos Censos 2021, a taxa de desemprego situava-se no ano de 2020 nos 4,7%, 1,5% abaixo da média regional do Norte, que situava se nos 6,2% e 1,1% abaixo da média nacional, que se situava nos 5,8%. Os municípios de Amares (4,9%), Braga (5,8%) e Terras de Bouro (7,6%) foram os municípios a registarem uma taxa de desemprego acima da média do Cávado.

### Poder de Compra
O poder de compra do Cávado situou-se nos 91,7, ligeiramente abaixo da média regional do Norte com 93, com Portugal a 100. Só o município de Braga ultrapassou a média do poder de compra do Cávado, regional e nacional com 108,8.

### Salários
O ganho médio mensal no Cávado em 2019 foi de 1.044,50€, abaixo da média de 1.100,40€ registado na região Norte e abaixo da média nacional de 1.206,30€. Só o município de Braga ultrapassou a média do ganho mensal do Cávado e regional com 1.145,80€.

## Infraestruturas

### Auto-estradas
O Cávado está servida por x auto-estradas
- A A3 liga Porto a Espanha
- A A11 liga Esposende a Penafiel
- A A28 liga Porto a Viana do Castelo
- A CSB é a auto-estrada circular de Braga

### Estradas Nacionais
- N13 liga Porto a Valença
- N101 liga Felgueiras a Valença
- N103 liga Viana do Castelo a Bragança
- N103-1 liga Esposende a Barcelos
- N103-2
- N204
- N205 liga Póvoa de Varzim a Cabeceiras de Basto
- N205-3
- N205-4
- N301
- N305
- N305-1
- N306
- N307
- N309
- N308
- N310
- N544-1
- N562

### Aeródromo
O Cávado está servido por um aeródromo, situado no norte da cidade de Braga.

### Ferrovia
A linha de Braga, ou Ramal de Braga, liga o centro do Porto com o centro de Braga, servida pelos CP Urbanos do Porto, comboios urbanos da área metropolitana do Porto, que tem uma frequência hora em hora, em horas de ponto cada meia hora, ligações vice-versa. Pela linha encontram-se muitas estações e apeadeiros, aonde os habitantes locais são servidos pelos comboios suburbanos. Braga também está servida por ligações de Intercidades e Alfa Pendular, que tem uma frequência de duas em duas horas e ligam Braga com o Porto, com um tempo de trajeto reduzido ao tempo de trajeto com o comboio suburbano, a Aveiro, Coimbra, Lisboa e a Faro.
A linha do Minho liga o centro do Porto com Viana do Castelo e Valença, ambos municípios da sub-região do Alto Minho. A linha é servida por duas ligações regionais; Valença-Viana do Castelo e Viana do Castelo-Nine. Todas as ligações são exploradas pela CP Regional e tem uma frequência de várias ligações diárias. Existem também ligações Interregionais, também explorados pela CP, que fazem a ligação desde Figueira da Foz, atravessando o Porto e Viana do Castelo, até Valença.

### Hospitais
No Cávado existem nove hospitais, dos quais três são públicos. Os restantes seis hospitais são privados ou público-privados. Um público e três privados dos nove hospitais encontram-se em Braga, um público e dois privados em Barcelos, um público em Esposende e um público em Vila Verde. 

### Educação
Existem 250 escolas pré-escolares, 189 escolas do primeiro ciclo, 45 escolas do segundo ciclo, 61 escolas do terceiro ciclo e 32 escolas secundárias. Ainda existem dez escolas superiores, como a Universidade do Minho e várias escolas politécnicas.